# Foto do farol de La Jument
A fotografia do farol de La Jument, cujo nome oficial seria Phares dans la Tempete, la Jument, é um registro fotográfico realizado no dia 21 de dezembro de 1989 pelo fotógrafo francês especializado em imagens de faróis Jean Guichard, considerada a foto de farol mais famosa do mundo. Na foto, realizada a partir de um helicóptero num dia de forte temporal, é possível ver uma grande onda atingindo o farol de La Jument e, dentro dele, o faroleiro Theophile Malgorn, que na época tinha por volta de 30 anos. Em 1991 o farol foi automatizado, assim, nenhum faroleiro trabalha nele desde então. No ano seguinte ao registro, em 1990, Jean Guichard obteve o segundo lugar no World Press Photo, ano em que o primeiro foi para a célebre foto de um manifestante chinês parando sozinho uma coluna de tanques na praça Tianammen.

## Leituras adicionais
- FICHOU, Jean-Christophe; HÉNAFF, Noël le; MÉVEL, Xavier. Phares, Histoire du balisage et de l’éclairage des côtes de France. Le Chasse-Marée: Armen, 1999.